# 仏ゾーン
『仏ゾーン』（ブツゾーン）は、武井宏之による日本の漫画作品。仏教を作品に取り入れている。

## あらすじ
西岸寺に住む少女・サチはある日、寺の千手観音像の中から出てきた少年・センジュに、彼女が弥勒菩薩の生まれ変わりであることを告げられる。センジュは仏王・大日如来からミロクの生まれ変わりであるサチを守り、悟りへ導くために仏の国から仏ゾーンとして地上へやってきた千手観音であった。
困惑するサチであったが、仏敵・魔羅の仏ゾイドの襲撃やセンジュの説得を受けて、サチはセンジュと共に悟りの地・インドへ旅立つことを決意する。

## 世界観
西暦1975年の日本が物語の舞台になっている。

### 仏ゾーン
仏ゾーンとは、仏像の体を借りて地上での活動が可能となった仏（厳密には「仏」は如来を指すが、ここでは他に菩薩・天部・明王なども含める）のことである。仏ゾーンの体は、入り込んだ仏像の素材の影響を受ける。致命傷を受けるなどした場合、中の仏は仏国土へ帰り、仏ゾーンは仏像に戻る（作中では一見して死亡したように描写されているが、最終回のエピローグで全員無事な様子を見せている）。

#### 天衣
天衣（アーマー）とは仏ゾーン最大の特徴であり、彼ら独自の武器である。仏ゾーンによって様々な形状が存在する。宇宙の真理のエネルギーが体の各部分に宿った「チャクラ」とよばれるものが天衣の原動力になっている。合掌することで天衣が発動し、印を組むことで自在に操作することができる。体内を駆け巡るチャクラが尽きると、天衣は停止して操作できなくなる。天衣が破損した場合は、体の元になる像を制作した仏師に、新しい天衣を制作してもらう必要がある。

### 魔羅
魔羅（マーラ）とは仏敵であり、欲望の化身といわれる悪魔のことである。欲界（よっかい）に住み、人間の欲望を餌に成長する。人間が魔羅への恐怖心から神仏を信じることを恐れているため、人前に姿を現すことはない。

#### 仏ゾイド
魔羅が仏像に入り込むことで「仏ゾイド（ブツゾイド）」として地上で活動できるようになる。仏ゾーンと同様に、体は元になった仏像の素材の影響を受ける。

### 地理
仏国土（ぶっこくど）
仏が住む世界。金剛法界宮（こんごうほっかいぐう）に仏王・大日如来が住んでいる。
欲界（よっかい）
魔羅が住む世界。空は暗く、地面には多数の髑髏が転がり、邪鬼が徘徊している。天魔波旬が支配している。
西岸寺（さいがんじ）
とある温泉街にあるサチが暮らしている寺。箕浦組に打ち壊されたが、後に改心した箕浦組によって新西岸寺として再建された。
恐山（おそれざん）
青森県にあり、イタコの活動拠点となっている。ジゾウの故郷でもある。
インド
センジュ達の旅の目的地。サチの悟りを開くために向かうことになる。

## 登場人物

### 主要人物
センジュ
本作品の主人公。千手観音菩薩の少年。左腕に「天衣腕釧・千手（アーマーリング・せんじゅ）」を装着し、背中には天衣との接続部の目印がある。大日如来の命令でサチを悟りへ導くために地上へ降りてきた。普段は楽観的で飄々としているが、衆生をもれなく救うという強い信念を持っている。左右20本の腕が生えた天衣「千手天衣（せんじゅアーマー）」を操る。千手天衣の掌には眼（センサー）が備えられており、素早く正確な操作が可能となっている。仏ゾイドなどの敵を倒す際は、千手天衣の腕を一斉射撃して標的を粉砕する「千手パンチ」や、千手天衣のチャクラを「空（くう）」にした状態で、千手天衣の左側の腕で敵の攻撃を受け止め、右側の腕で受け止めた相手のチャクラをすべて跳ね返すカウンター技・「因果応報（いんがおうほう）」を使用する。千手パンチはチャクラを大量に消費するため、一日一回しか使えない。体の元になった仏像が木製なので、水に入ると浮く。
仲間たちを卑劣なやり方で傷つけていくアシュラを前に怒りに捕らわれそうになるも、戦いの末に慈悲の心に目覚め、アシュラの攻撃をあえて反撃せずに受け止め、怒りや悲しみといった負の感情を全て吸収することで救った。
西岸 サチ（さいがん サチ）
西岸寺に住んでいる12歳の少女。赤ん坊の時に西岸寺の鐘の下に捨てられていた孤児であり、寺の和尚に育てられた。毎朝牛乳配達をしながら和尚と2人で暮らしている。箕浦組に絡まれているところを千手観音像の中から出てきたセンジュに助けられる。センジュから自身が弥勒菩薩の生まれ変わりであると告げられ、センジュと共にインドへ旅立つことになる。次回作の「シャーマンキング」に登場するサティ・サイガンはサチが成長した姿であり、持霊のダイニチもセンジュであることが判明している。
ジゾウ
センジュの幼馴染の少年。背は低く、スキンヘッドで頬にそばかすがある。シャカの入滅後、ミロクが下生するまで2500年の間、地上で待っていた。所持している錫杖や、「転法輪印（てんぽうりんいん）」のかけ声と共に、目元に指で輪を作りビームを放つ「印ビーム（いんビーム）」、鉄壁の防御を誇る天衣「地蔵天衣（じぞうアーマー）」で戦う。地蔵天衣を装着している時の印ビームは「印ビーム!天衣スペシャル!!」となる。また、賽の河原でのみ、ジゾウからチャクラを与えられた大量の地蔵をミサイルのように発射する「あやつり地蔵」という技が使える。体の元になった地蔵が石なので非常に石頭であり、水には沈む。また、恐山の温泉では石が溶解する泉質のため入浴しなかった。アシュラを巻き込んで自爆する。
コマ
センジュが飼っている狛犬。センジュを慕って神社の狛犬像に入り込み、仏国土から地上へやってきた。チーズが好き。アシュラに捕らわれ、センジュの眼前で八つ裂きにされた。
バトウ
センジュの先輩の男性。センジュ達の旅に同行するように言われて地上に降りてきた。長髪で額に目があり、常にギターケースを持ち歩いている。センジュに戦力外通告を言い渡し、センジュと勝負することになるが、実際はセンジュを試すための狂言だった。ギターを弾いて歌を歌うことで路銀を稼いでいる。菩薩クラスで最強の力を誇る「馬頭天衣（バトウアーマー）」を操る。馬頭天衣は馬頭印という印を組むことで変形する能力を持ち、全身から鎖で繋がれた刃物や飛び道具などを射出する「発射刃（ハッシャバ）」が使用できる「馬頭戦車形態（バトウタンクモード）」や、馬頭天衣のパーツの90パーセントを使用し、巨大な斧を形成する「馬頭超大戦斧形態（バトウスーパーアックスモード）」がある。馬頭超大戦斧形態では、山を吹き飛ばすほどの破壊力ある技「爆畜生閃（ばくちくしょうせん）」を繰り出す。デスペラードのアントニオ・バンデラスがモデルとなっている。天竜八部衆を1人でほぼ壊滅に追いやるが、油断からゴブジョウに刀で腹部を刺され、捕縛されてセンジュ達の目の前で拷問を受ける。センジュを叱咤するが、アシュラにとどめを刺された。
恐山 アンナ（きょうやま アンナ）
イタコである盲目の養母と2人で古びた旅館を営んでいる少女。バンダナを巻き、首から数珠をかけ、妖刀「春雨（はるさめ）」を所持している。春雨の持ち主の霊を自身の体に憑依させてその行動をトレースする「体寄せ」が使える「行動のイタコ」である。山に捨てられていたところを拾われて、3歳の頃からイタコの修行をしている。養母のことは「おばあちゃん」と呼ぶ。次回作の「シャーマンキング」にも同姓同名のキャラが登場していて外見も似ている（性格は異なる）が別人である（本作のアンナが初代、シャーマンキングのアンナは2代目という設定）。

### 仏国土
大日如来（だいにちにょらい）
仏王（ぶつおう）と呼ばれ、仏国土の金剛法界宮に住んでいる。センジュにミロクを護衛し、悟りに導くことを命ずる。
フドウ
仏国土・金剛法界宮で大日如来の側近をしている。三鈷剣・「倶利迦羅不動（くりからふどう）」を所持する。
アイゼン
仏国土・金剛法界宮で大日如来の側近をしている。全仏中最強の天衣・「愛染天衣（アイゼンアーマー）」を所持している。羽織っている外套には「愛だろ、愛。」と書かれている。
婆藪仙人（ばすせんにん）
千手観音の眷属・二十八部衆の一人。かつて仏の国でセンジュと二人暮らしをしていた。廃棄処分になった狛犬を次々に拾うセンジュをたしなめる。
七福神（しちふくじん）
サチをインドへ連れて行くためにクルーザーに乗って現れた。メンバーはダイコク・エビス・ジュロウジン・ビシャモン・ベンテン・フクロクジュ・ホテイの7人。魔羅となった別の七福神の奇襲を受けて全滅した。

### 魔羅
天魔波旬（てんまはじゅん）
欲界の王。巨体で、腹と両腕に刺青が施され、長い髪と髭を結んで前方に垂らしている。多くの邪鬼を配下に持ち、ミロクを抹殺する「仏滅作戦」を遂行する。

#### 仏ゾイド
魔羅バトウ（マーラバトウ）
サチを抹殺するために馬頭観音像に乗り移って現れた仏ゾイド。「バトウアックス」「バトウソード」「馬頭フック」などの猛攻を見せるが、乗り移った像が塑像であったためにすべての攻撃がセンジュに通用せず、千手パンチを浴びて粉砕した。
仁王（におう）
寺の左右の門に安置された仁王像から現れた仏ゾイド。阿形・吽形の二人一組の仏ゾイド。阿吽の呼吸で殴打と蹴りを繰り返す必殺技「仁王コンボ」を使う。片方が千手パンチで粉砕された後は、仁王金剛杵で斬りかかるが、ジゾウの印ビームで眉間を貫かれて倒される。
七福神（仏ゾイド）
宝船に乗ってセンジュ達が乗ったクルーザーに侵入し、仏ゾーン側の七福神を殲滅した。刃物だらけの魚を飛ばす「エビスカッター」や巨大な槌「大黒小槌」で襲いかかるが、ジゾウの印ビームで一か所に集められ、千手パンチを7人全員が一度に受けて粉砕した。
ダキニ
CDドラマ版に登場。荼枳尼天の像に宿り、千手天衣を失ったセンジュ達を襲った。「ダキニソード」を振い、銅像であるため印ビームを反射するが、ジゾウの奇策により電線の電気を浴びて倒された。
ゴンゲン
CDドラマ版に登場。権現の像に宿り、ダキニと共にセンジュ達を襲う。「ゴンゲンハンマー」を使いサチとセンジュを殺そうとするが、その場に駆け付けたバトウに倒される。

### 天竜八部衆
天竜八部衆（てんりゅうはちぶしゅう）は、釈迦如来の眷属である。仏だが、アシュラと共にセンジュ達に戦いを挑む。
アシュラ
両耳と口元にピアスを装着し、喉仏に蓮の花の刺青を入れている。正義の神の生まれだが、愛していた女性舎脂を帝釈天に陵辱され、正義に固執して他人を許すことができず、天界を追われて修羅界に堕ちた。修羅界で戦いに明け暮れて心が荒みきっていたところを、シャカによって救われた過去を持つ。シャカを尊敬しているものの、シャカの教えを忘れて欲望に走る人間を憎悪しており、仏国土を裏切って欲界側についている。その一方で、憎しみの感情を捨てきれない自分自身を強く恥じてもおり、憎しみと慈悲を求める心のはざまで苦悩している。
正確かつ素早く緻密な動作をする2つの顔・4本の腕を搭載した「阿修羅天衣（アシュラアーマー）」を所持し、作中では、4本の腕を一度に繰り出して標的を粉砕する「阿修羅神掌（あしゅらしんしょう）」という技を使用した。
天竜八部衆のリーダーとして現れ、センジュの目前でコマや人質のバトウを殺害するなどの残虐な仕打ちを行い、慈悲を信条とする彼の憎悪を徹底的に煽ろうとする。
最終的に、慈悲の心に目覚めたセンジュに負の感情を吸収され、更にミロクとして悟りを開いた未来のサチの浄化を受けたことによって、長きに渡る憎悪と苦悩から解き放たれる。以後、償いのためセンジュ一行を影からサポートしていることがエピローグで語られた。
クバンダ
拳銃を所持している。バトウに一撃で倒される。
ゴブジョウ
少年の姿をしている。ゾウの形をした飛行物体に乗って浮遊しているが、乗り物に見えるゾウの方が本体であり、バトウを欺いて腹部に剣を突き立てた。
カルラ
翼を持ち、嘴のようなマスクを装着している。高速で移動することができる。背後からバトウの剣で串刺しにされる。
ヒバカラ
スキンヘッドに髭を生やしている。右腕から標的を追尾して絞め殺す「ジャバラ砲」をバトウに向けて放つが、ジャバラ砲が自身の頭部に直撃して自滅した。
キンナラ
コーンロウを後頭部で結んだ黒人のような姿をしている。バトウに一撃で倒される。
ケンダツバ
長髪で巨大な法輪を持っている。ゴブジョウと一緒にバトウを拷問する。
シャカラ
左耳と左まぶたにピアスを2つ付け、琵琶と刃物が一体化した武器を所持している。バトウに顔面を殴打され、一撃で倒される。

### その他
おじいちゃん
西岸寺の和尚であり、サチの育ての親でもある。本名は西岸良平（さいがん りょうへい）である。10年前の雪の降る正月に、ゆく年くる年を見たいのを我慢して除夜の鐘を鳴らしに出たところ、鐘の前に捨てられていたサチを発見した。センジュの存在に対してはサチとは違い、特に動揺することもなく受け入れている。
マイク箕浦（マイクみのうら）
西岸寺に立ち退きを要求していた暴力団・箕浦組の組長。西岸寺を打ち壊し、ショベルカーに乗ってセンジュに襲いかかるが、千手パンチで返り討ちにされた。その後は改心して組を解散して部下と共に出家し、新西岸寺を建立する。名前の由来はアメコミ作家マイク・ミニョーラからきている。
純慧（じゅんけい）
鎌倉時代より続く仏師の名派・慧派の25代目仏師である青年。センジュが入り込んだ千手観音像を彫った仏師である。妹・おせんを侍に殺された恨みから多数の侍をノミで殺害し、西暦1824年に26歳で処刑された。
おせん
純慧の妹。考えごとをしながら市井を歩いていた際に侍にぶつかり、切捨御免に処されて死亡した。センジュの顔にはおせんの面影がある。
ミロク
1999年に悟りを開いた36歳のサチの姿。アシュラの中にある憎しみの世界に迷い込んだセンジュの前に現れ、シャカが地上に生まれた時にとった偉いポーズ「天上天下唯我独尊（てんじょうてんげゆいがどくそん）」で、憎しみや悲しみを浄化した。

## 書誌情報

### 単行本
- 武井宏之 『仏ゾーン』 集英社〈ジャンプ コミックス〉、全3巻
  1. 「仏像を見たらヒーローと思え!!」 1997年7月発行、ISBN 4-08-872306-6 - 読み切り『仏ゾーン』収録
  2. 「煩悩を断つ男」 1997年10月発行、ISBN 4-08-872307-4 - 読み切り『デスゼロ』収録
  3. 「賽の河原の決戦」 1997年12月発行、ISBN 4-08-872308-2 - 読み切り『ITAKOのANNA』収録

### 文庫版
- 武井宏之 『仏ゾーン』 集英社〈集英社文庫〉、全2巻
  1. 2007年7月発行、ISBN 4-08-618644-6 - 読み切り『仏ゾーン』収録、「【図解】仏ゾーンの見方（菩薩編）」掲載
  2. 2007年7月発行、ISBN 4-08-618645-4 - 読み切り『デスゼロ』『ITAKOのANNA』収録、「【図解】仏ゾーンの見方（明王・天・その他編）」掲載

### 廉価版
- 武井宏之 『仏ゾーン 仏像を見たらヒーローと思え!!』 集英社〈SHUEISHA JUMP REMIX〉、2014年9月19日発売[1]、ISBN 978-4-08-113401-4

### 愛蔵版
- 武井宏之 『仏ゾーン 愛蔵版』 小学館クリエイティブ、全2巻
  - （上巻）2024年10月15日発売[2][3]、ISBN 978-4-7780-3358-3
  - （下巻）2024年11月8日発売[4]、ISBN 978-4-7780-3359-0

## 関連商品

### CD
- シャーマンキング S.F.O.V II「求道」（センジュ）
- CDドラマ版
  - 仏ゾーン 覚醒の章
  - 仏ゾーン 試練の章
  - 仏ゾーン 悠久の章

### ゲーム
- PS2 シャーマンキング ふんばりスピリッツ
  - センジュが使用可能キャラとして出演している。バトル画面でジゾウ・コマも登場。

### アニメ
- ジャンプフェスタ上映用アニメ
- シャーマンキング ふんばりの詩 地蔵ナイト
  - 特別編集DVD『哀しみのかたち』およびマキシシングル『S.F.O.V V』に収録